# Ulrich Matschoss
Ulrich Matschoss (16 de mayo de 1917 - 1 de julio de 2013) fue un actor teatral, cinematográfico y televisivo alemán. 

## Biografía
Nacido en Herne, Alemania, Ulrich Matschoss decidió hacerse actor en 1947, a los 30 años de edad, tras ser liberado de un campo de prisioneros en el que fue internado al final de la Segunda Guerra Mundial, y en donde había tenido la oportunidad de actuar. En 1950 se comprometió para trabajar cinco años en el Badisches Staatsteather Karlsruhe, actuando los siguientes siete años en Lübeck, otros ocho en el Staatstheater de Stuttgart y, a partir de 1970, en el Teatro Thalia de Hamburgo. Su primer papel televisivo llegó en 1959 con el telefilm Raskolnikoff, y en 1962 hizo su primer trabajo cinematográfico, encarnando a un agente de la Gestapo en The Counterfeit Traitor.
Matschoss se dio a conocer a un público más amplio gracias a su trabajo en producciones televisivas como las series Stahlnetz y Die fünfte Kolonne. En Tatort fue durante diez años Karl Königsberg. En el año 1994 se hizo cargo del papel de Professor Lüders, director de una clínica infantil en la serie de Sat.1 Hallo, Onkel Doc!. También trabajó en las series criminales Ein Fall für zwei, Der Alte y SOKO München. En la emisión radiofónica Rätsel um den tiefen Keller, basada en textos de Enid Blyton, y producida por el sello Europa, encarnó al Tío Bob.
Ulrich Matschoss falleció en su domicilio en el Brezal de Luneburgo en el año 2013. Le sobrevivieron tres hijos.

## Filmografía (selección)
- 1959 : Raskolnikoff (telefilm)
- 1960 : Stahlnetz (serie TV)
- 1962 : The Counterfeit Traitor
- 1963–1968 : Die fünfte Kolonne (serie TV)
- 1965 : Zeitsperre (telefilm)
- 1966 : Wilhelm Tell (telefilm)
- 1967 : Moral (telefilm)
- 1967 : Liebesgeschichten (serie TV)
- 1970 : Tanker (telefilm)
- 1972 : Tatort (serie TV), episodio Strandgut
- 1973 : Nestwärme (telefilm)
- 1978 : Gesucht wird … (serie TV), episodio Karsten Kehl
- 1979 : Ein Kapitel für sich (miniserie TV)
- 1981–1988 : Tatort (serie TV)
- 1982–2000 : Ein Fall für zwei (serie TV)
- 1984 : Die Schwarzwaldklinik (serie TV), episodio Sterbehilfe
- 1985 : Schwarz Rot Gold (serie TV), episodio Nicht schießen!
- 1985 : Zahn um Zahn
- 1986 : Engels & Consorten (serie TV)
- 1988 : Die Bombe (telefilm)
- 1988 : Martha Jellneck
- 1989 : Der Fuchs (serie TV)
- 1989 : Mit Leib und Seele (serie TV)
- 1991–1994 : Unsere Hagenbecks (serie TV), 3 episodios
- 1993 : Jenny Marx, la femme du diable (telefilm)
- 1993 : Stunde der Füchse (telefilm)
- 1994 : Tatort (serie TV), episodio Bienzle und das Narrenspiel
- 1994–1998 : Hallo, Onkel Doc! (serie TV)
- 1995 : Zwei zum Verlieben (serie TV)
- 1997 : El laberinto rojo
- 1997 : Reise in die Dunkelheit (telefilm)
- 1997 : Ende einer Leidenschaft (telefilm)
- 2000 : Schimanski (serie TV), episodio Schimanski muss leiden
- 2001 : Jenseits der Liebe (telefilm)
- 2001 : Das Glück ist eine Insel (telefilm)
- 2004 : Metallic Blues
- 2004 : Tatort (serie TV), episodio Verraten und verkauft
- 2005 : Der zweite Blick (telefilm)
- 2007 : Die Entführung (telefilm)

## Radio
- 1968 : Arnold E. Ott: Der Mörder soll sterben, dirección de Hans Gerd Krogmann  (Südwestfunk)